# Estela Riley
Estela Riley (ur. 14 lipca 1969) – panamska judoczka. Olimpijka z Sydney 2000, gdzie zajęła czternaste miejsce w wadze ciężkiej.
Piąta na Igrzyskach panamerykańskich w 1999. Brązowa medalistka mistrzostw panamerykańskich w 1996 i 1999, a także igrzysk boliwaryjskich w 2001 i igrzysk Ameryki Południowej w 1998 roku.

## Letnie Igrzyska Olimpijskie 2000
| Konkurencja | Przeciwnik            | Klas. końcowa |
| Konkurencja | 1/32                  | Miejsce       |
| ----------- | --------------------- | ------------- |
| +78 kg      | Fiona Iredale (NZL) P | 14.           |